# Carex interior
Espèce
Classification phylogénétique
Carex interior est une espèce de plantes du genre Carex et de la famille des Cyperaceae.